# Cuora yunnanensis
Cuora yunnanensis là một loài rùa trong họ Emydidae. Loài này được Boulenger mô tả khoa học đầu tiên năm 1906.